# Sempre più bello
Sempre più bello è un film italiano del 2021 diretto da Claudio Norza.
È il terzo e ultimo film della serie iniziata con Sul più bello (2020) e continuata con Ancora più bello (2021).

## Trama
La malattia di Marta ha rimandato i suoi piani per vivere con Gabriele. Infine i due riescono a vivere insieme, ma poco tempo dopo Marta ha una ricaduta. Gabriele in preda alla disperazione interviene affinché Marta e sua nonna facciano pace.

## Distribuzione
Il film è stato presentato in anteprima il 20 ottobre 2021 alla Festa del Cinema di Roma 2021, fuori concorso nella sezione "Alice nella città", ed è stato distribuito nelle sale cinematografiche italiane come film evento solo nei giorni 31 gennaio, 1 e 2 febbraio 2022.

## Riconoscimenti
- 2022 – Nastro d'argento
  - Miglior cameo dell'anno a Drusilla Foer